# NGC 4941
NGC 4941 (другие обозначения — MCG -1-33-77, UGCA 321, IRAS13016-0516, PGC 45165) — галактика в созвездии Девы.
Эта галактика имеет морфологический тип Sa, а также относится к сейфертовским типа 2. Наблюдается излучение галактики в рентгеновском диапазоне, масса чёрной дыры в центре составляет 106.9 M⊙.
Этот объект входит в число перечисленных в оригинальной редакции «Нового общего каталога».